# اشرف العزیری
اشرف العزیری (عربی: أشرف العزيري؛ زادهٔ ۸ ژوئیهٔ ۲۰۰۳) بازیکن فوتبال اهل مراکش است که در حال حاضر به صورت قرضی از لیون برای باشگاه ورزشی ساحلی دانکرک  بازی می‌کند. 
وی همچنین در تیم‌های ملی فوتبال زیر ۲۰ سال مراکش و زیر ۲۳ سال مراکش بازی کرده است.